# Asteroide Amor

Esquema del sistema solar interior.

Un asteroide Amor es cualquiera de los asteroides con una órbita que contenga totalmente a la terrestre y que tenga un perihelio menor de 1,3 ua; es decir, con un perihelio entre el afelio de la Tierra (1,017 ua) y el extremo exterior suficiente para ser NEA —siglas de near-Earth asteroid, asteroides próximos a la Tierra— (1,3 ua), sin límite superior para el afelio y el semieje mayor.
Con ello, los asteroides Amor son asteroides que llegan desde fuera de la órbita de la Tierra hasta sus cercanías (1,017-1,3 ua) pero pueden cruzar la órbita de Marte e incluso la de Júpiter. Este grupo de asteroides lleva el nombre del asteroide Amor, aunque el primero en ser descubierto fuera Eros. Es uno de los tres grupos de asteroides que son NEA.
En 2019 se conocían 7427 asteroides Amor, 153 estaban numerados y 75 nombrados.
Aproximadamente una décima parte de los asteroides potencialmente peligrosos (PHA) son asteroides Amor, que deben tener un perihelio de menos de 1,05 ua. Aproximadamente, el 20 % de los Amor conocidos cumplen con este requisito, y alrededor de una quinta parte de ellos son PHA. Entre los cincuenta Amor conocidos que son potencialmente destacan  (2061) Anza, (3122) Florence, (3908) Nyx y (3671) Dionysus.
Un asteroide pacedor de la Tierra exterior (Outer Earth-grazer asteroids) es un asteroide que normalmente está más allá de la órbita de la Tierra, pero que puede acercarse al Sol más que el afelio de la Tierra (1,0167 ua) y no más cerca que el perihelio de la Tierra (0,9833 ua); es decir, el perihelio del asteroide se encuentra entre el perihelio y el afelio de la Tierra. Los asteroides que rozan la Tierra exterior se dividen entre los asteroides Amor y Apolo: usando la definición de asteroides Amor, los «pacedores de la Tierra» que nunca se acercan más al Sol que la Tierra (en cualquier punto a lo largo de su órbita) son Amor, mientras que los que lo hacen son Apolos.

## Subgrupos

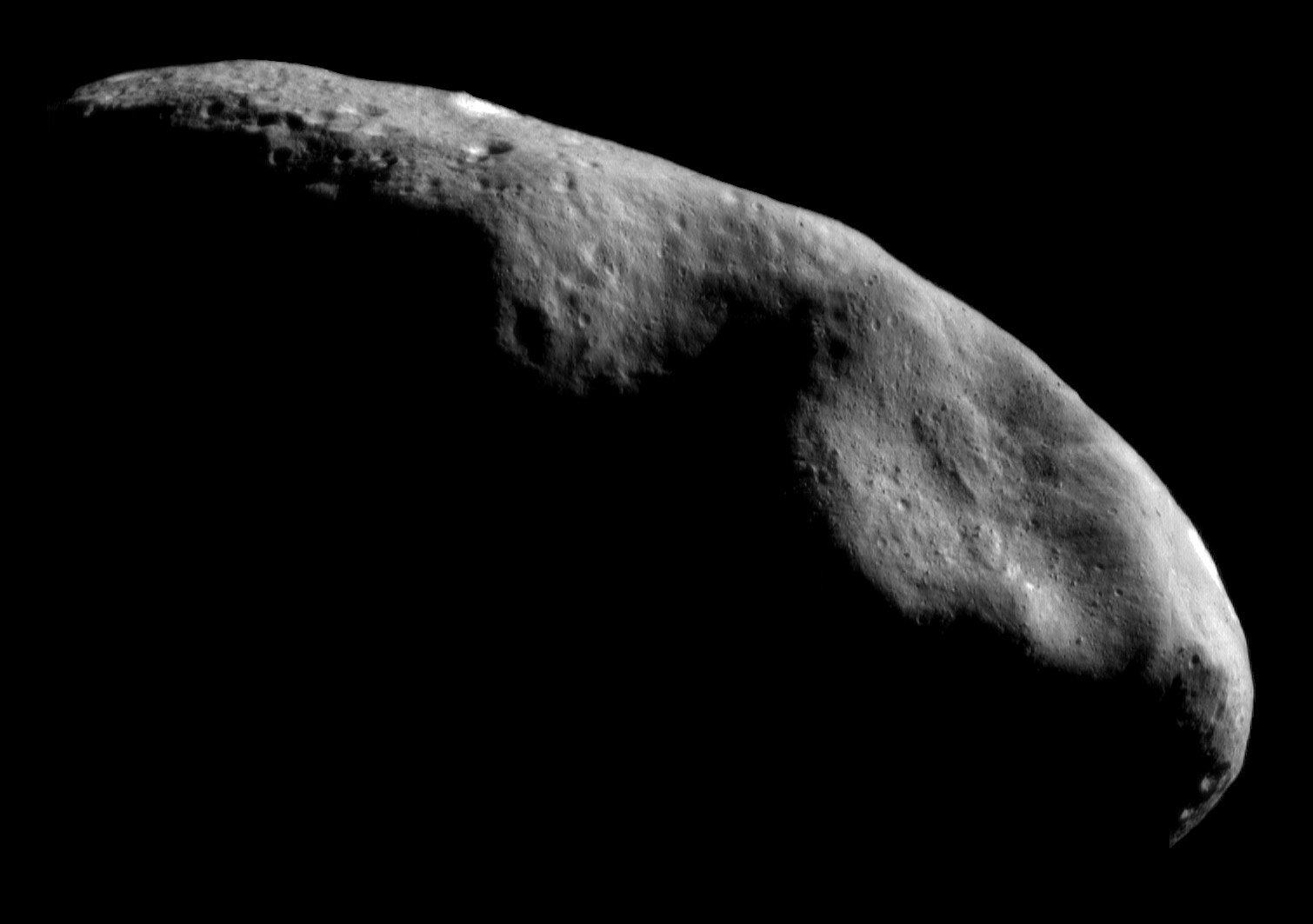
Panorama de Eros en el hemisferio sur.

Dada la distribución tan dispersa que ocupa este grupo de asteroides, los asteroides Amor se dividen en cuatro subgrupos según su semieje mayor. Cabe mencionar que los subgrupos limitados por los semiejes mayores de los extremos, interior y exterior, del cinturón de asteroides no son precisos; mientras que los límites exactos del cinturón son 2,06 ua (interior) y 3,27 ua (exterior), los límites que se emplean para separar los subgrupos de asteroides Amor son 2,12 ua, medida del semieje mayor a partir del cual la densidad de asteroides del cinturón principal tiene un aumento notable, y 3,57 ua, medida del semieje mayor en la que cae definitivamente la densidad de asteroides del cinturón principal de asteroides.

### Asteroides Amor I
Es un subgrupo de asteroides Amor que reúne los asteroides con semieje mayor entre el de la Tierra (1 ua) y el de Marte (1,523 ua).
Algunos asteroides Amor I de baja excentricidad, como Lucianotesi, tampoco cruzan la órbita de Marte. Se pueden considerar parte del cinturón Tierra-Marte. No obstante, no todos los asteroides con órbitas contenidas entre la de la Tierra y Marte son asteroides Amor: no lo son los que tienen un perihelio mayor de 1,3 ua (lo que los hace muy próximos a Marte).

### Asteroides Amor II
Es un subgrupo de asteroides Amor que reúne los asteroides con semieje mayor entre el de Marte (1,523 ua) y el del extremo interior del cinturón principal de asteroides (2,12 ua). Entre los de este grupo se encuentran Almería y el asteroide que da nombre al grupo.

### Asteroides Amor III
Es un subgrupo de asteroides Amor que reúne los asteroides con semieje mayor entre el del extremo interior del cinturón principal de asteroides (2,12 ua) y el del extremo exterior del cinturón principal de asteroides (3,57 ua). Es el subgrupo de asteroides Amor más poblado, aproximadamente la mitad de los asteroides Amor son Amor III. Estos asteroides pertenecen al cinturón principal de asteroides y tienen bastante excentricidad: entre 0,4 y 0,6. Taranis es un asteroide Amor de este grupo que cruza la órbita de Júpiter.

### Asteroides Amor IV
Es un subgrupo de asteroides Amor que reúne los asteroides con semieje mayor que sea mayor que el del extremo exterior del cinturón de asteroides (3,57 ua). Es el subgrupo de asteroides Amor menos poblado. Tienen mucha excentricidad, entre 0,65 y 0,75. Todos los asteroides Amor IV descubiertos hasta la fecha cruzan la órbita de Júpiter, pero no la de Saturno. Entre los asteroides de este grupo están Don Quijote y (85490) 1997 SE5. 